# Evelyn Furtsch
Evelyn Furtsch (San Diego, 17 de abril de 1914 — 5 de março de 2015) foi uma velocista e campeã olímpica norte-americana.
Nascida em San Diego, Califórnia, mudou-se para Orange County na infância onde descobriu seu talento para o atletismo de velocidade. Aos 18 anos, foi selecionada para integrar a equipe americana que disputaria os Jogos Olímpicos em casa, Los Angeles 1932. Mas quase não conseguiu participar da seletiva por falta de dinheiro para se deslocar até Chicago, onde seriam realizadas. Sua família bateu de porta em porta dos amigos na cidade pedindo ajuda para que Evelyn pudesse cobrir seus custos na viagem e conseguiu levantar 190 dólares. Em Chicago ela conseguiu chegar à final, mas tropeçando e caindo na linha de chegada acabou desclassificada. Para sua sorte, duas corredoras que chegaram à sua frente não foram selecionadas pelo comitê e Evelyn herdou a quarta vaga no revezamento 4x100 metros.
Em Los Angeles, integrou junto com Mary Carew, Wilhelmina von Bremen e Annette Rogers o 4x100 m feminino norte-americano que conquistou a medalha de ouro e estabeleceu novo recorde olímpico e mundial em 47s0. Carew, Furtsch e Rogers tinham apenas 18 anos e Bremen 22.
Em 2014, Furtsch era a única integrante daquele revezamento ainda viva; mais que isso, foi a única competidora do atletismo olímpico que atingiu os 100 anos de idade, que ela completou em 17 de abril daquele ano. Antes dela, apenas um homem, Godfrey Rampling, pai da estrela de cinema Charlotte Rampling, e também  campeão olímpico em um revezamento – o 4x400 m britânico em Berlim 1936 - chegou aos 100 anos, morrendo um mês após completar o centenário, em 2009.